# Lijst van nummer 1-hits in Portugal in 2014
Deze hits stonden in 2014 op nummer 1 in de Portugal Top 20, de bekendste hitlijst in Portugal.
| Datum        | Artiest                                          | Titel                      |
| ------------ | ------------------------------------------------ | -------------------------- |
| 4 januari    | John Legend                                      | All of me                  |
| 11 januari   | John Legend                                      | All of me                  |
| 18 januari   | John Legend                                      | All of me                  |
| 25 januari   | John Legend                                      | All of me                  |
| 1 februari   | John Legend                                      | All of me                  |
| 8 februari   | John Legend                                      | All of me                  |
| 15 februari  | John Legend                                      | All of me                  |
| 22 februari  | John Legend                                      | All of me                  |
| 1 maart      | Pharrell Williams                                | Happy                      |
| 8 maart      | Pharrell Williams                                | Happy                      |
| 15 maart     | Pharrell Williams                                | Happy                      |
| 22 maart     | Pharrell Williams                                | Happy                      |
| 29 maart     | Pharrell Williams                                | Happy                      |
| 5 april      | FAUL & Wad Ad & Pnau                             | Changes                    |
| 12 april     | FAUL & Wad Ad & Pnau                             | Changes                    |
| 19 april     | Coldplay                                         | Magic                      |
| 26 april     | Coldplay                                         | Magic                      |
| 3 mei        | Coldplay                                         | Magic                      |
| 10 mei       | Mr. Probz                                        | Waves (Robin Schulz remix) |
| 17 mei       | Mr. Probz                                        | Waves (Robin Schulz remix) |
| 24 mei       | Coldplay                                         | Magic                      |
| 31 mei       | Mr. Probz                                        | Waves (Robin Schulz remix) |
| 7 juni       | Mr. Probz                                        | Waves (Robin Schulz remix) |
| 14 juni      | Mr. Probz                                        | Waves (Robin Schulz remix) |
| 21 juni      | Coldplay                                         | Magic                      |
| 28 juni      | Mr. Probz                                        | Waves (Robin Schulz remix) |
| 5 juli       | Mr. Probz                                        | Waves (Robin Schulz remix) |
| 12 juli      | Milky Chance                                     | Stolen dance               |
| 19 juli      | Milky Chance                                     | Stolen dance               |
| 26 juli      | Coldplay                                         | A sky full of stars        |
| 2 augustus   | Milky Chance                                     | Stolen dance               |
| 9 augustus   | Milky Chance                                     | Stolen dance               |
| 16 augustus  | Milky Chance                                     | Stolen dance               |
| 23 augustus  | Enrique Iglesias, Descemer Bueno & Gente De Zona | Bailando                   |
| 30 augustus  | Enrique Iglesias, Descemer Bueno & Gente De Zona | Bailando                   |
| 6 september  | Enrique Iglesias, Descemer Bueno & Gente De Zona | Bailando                   |
| 13 september | Enrique Iglesias, Descemer Bueno & Gente De Zona | Bailando                   |
| 20 september | Enrique Iglesias, Descemer Bueno & Gente De Zona | Bailando                   |
| 27 september | Enrique Iglesias, Descemer Bueno & Gente De Zona | Bailando                   |
| 4 oktober    | Enrique Iglesias, Descemer Bueno & Gente De Zona | Bailando                   |
| 11 oktober   | Enrique Iglesias, Descemer Bueno & Gente De Zona | Bailando                   |
| 18 oktober   | Enrique Iglesias, Descemer Bueno & Gente De Zona | Bailando                   |
| 25 oktober   | Enrique Iglesias, Descemer Bueno & Gente De Zona | Bailando                   |
| 1 november   | Enrique Iglesias, Descemer Bueno & Gente De Zona | Bailando                   |
| 8 november   | Enrique Iglesias, Descemer Bueno & Gente De Zona | Bailando                   |
| 15 november  | Calvin Harris & John Newman                      | Blame                      |
| 22 november  | Meghan Trainor                                   | All about that bass        |
| 29 november  | Enrique Iglesias, Descemer Bueno & Gente De Zona | Bailando                   |
| 6 december   | D.A.M.A.                                         | As vezes                   |
| 13 december  | Ed Sheeran                                       | Thinking out loud          |
| 20 december  | Ed Sheeran                                       | Thinking out loud          |
| 27 december  | Ed Sheeran                                       | Thinking out loud          |